# قائمة أقدم المدن المأهولة في العالم
تتضمن هذه المقالة قائمة «أقدم المدن» في العالم المأهولة بالسكان بشكلٍ متواصل.
هناك اختلافات كبيرة في تحديد أقدم المدن عبر التاريخ. الاختلافات في الرأي يمكن أن تنجم عن تعريفات مختلفة لتعبير «المدينة» وكذلك «مسكونة بشكل متواصل»، وغالباً فإن الأدلة التاريخية على اثبات القدم متنازع عليها بين المؤرخين.
منهم من يقول أنها أريحا الفلسطينية ومنهم من يتحدث بحلب السورية
العديد من المدن المذكورة في هذه المقالة (صنعاء، مكة المكرمة، المدينة المنورة، دمشق، وأريحا) كل يدعي أنها «أقدم مدينة في العالم». وتناقش صحة المعلومات في عمود «ملاحظات»

## أفريقيا

### شمال أفريقيا
| الاسم           | المنطقة التاريخية                                                         | الموقع  | مأهولة سكانياً من تاريخ       | ملاحظات |
| --------------- | ------------------------------------------------------------------------- | ------- | ---------------------------- | --- |
| !a              | !a                                                                        | !a      | −9e99                        | |
| ~z              | ~z                                                                        | ~z      | 9e99                         | |
| الأقصر (طيبة)   | مصر القديمة                                                               | مصر     | 3200 قبل الميلاد             | أنشئت لأول مرة كعاصمة لصعيد مصر، وأصبح في وقتٍ لاحق طيبة العاصمة الدينية للأمة حتى تم التغيير في الفترة الرومانية. |
| طنجة            | بلاد البربر                                                               | المغرب  | القرن الرابع عشر قبل الميلاد | اسسها السكان المحليين الأمازيغ، وأصبحت من أهم المراكز تجارية كبرا على البحر الأبيض المتوسط، وفي القرن العاشر قبل ميلاد استوطنها التجار الفينيقيون. |
| زيلع            | بلاد البربر                                                               | الصومال | القرن التاسع قبل الميلاد     | المدينة التجارية الرئيسية في القرن الأفريقي. |
| قرطاج           |                                                                           | تونس    | 814 قبل الميلاد              | أُنشئت من قبل الفينيقين. |
| طرابلس          | عرفت المدينة باسم "أويا" أو "أويات بيلات ماكار" (أويات بلدة الإله ملقارت) | ليبيا   | القرن السابع قبل الميلاد     | نشأت طرابلس في القرن السابع قبل الميلاد زمن الفينيقيين حيث كانت محطة تجارية وسوق لتصريف المواد الأولية من أفريقيا السوداء، واستمر دور هذه المدينة في مجال التبادل بين الشمال والجنوب، فامتد اتصالهم باتجاه الجنوب ليغطي مجموعة أقطار "أفريقيا" بلاد السودان. |
| قسنطينة         | سيرتا                                                                     | الجزائر | 202 قبل الميلاد              | أُنشئت من قبل نوميديا. |
| يها             | مملكة دمت                                                                 | إثيوبيا | 700 قبل الميلاد              | واحدة من أقدم مواقع السكن المتواصل في أفريقيا جنوب الصحراء. |
| راس عسير        | بلاد البربر                                                               | الصومال | 500 قبل الميلاد              | يشار إلى أروماتا الطنف من قبل الإغريق، وقد وصفت في وقتٍ مبكر في القرن الميلادي الأول في كتاب الطواف من البحر الأرتيري، جنباً إلى جنب مع المستوطنات التجارية المزدهرة الأخرى المطلة على شمال الصومال                                                            |
| أكسوم           | مملكة أكسوم                                                               | إثيوبيا | 400 قبل الميلاد              | العاصمة القديمة لمملكة أكسوم |
| بربرة           | بلاد البربر                                                               | الصومال | 400 قبل الميلاد              | وصفت في الفصل الثامن في كتاب الطواف في البحر الأرتيري، الذي كُتب من قبل تاجر يوناني في القرن الميلادي |
| الإسكندرية      |                                                                           | مصر     | 332 قبل الميلاد              | أُنشئت من قبل الإسكندر الأكبر |
| جني             |                                                                           | مالي    | 200 قبل الميلاد              | واحدة من اقدم المدن في أفريقيا جنوب الصحراء |
| غدامس           |                                                                           | ليبيا   | 19 قبل الميلاد               | مدينة رومانية تأسست في العام 19 قبل الميلاد ولكن "الأدلة الأثرية تظهر دلائل السكن في المنطقة في العصر الحجري والعصر الحجري الحديث" |
| القاهرة القديمة |                                                                           | مصر     | 100                          | انتقل قلعة بابل إلى موقعها الحالي في عهد الإمبراطور تراجان، وتم تشكيل نواة القاهرة القديمة أو القاهرة القبطية |
| كيسمايو         | بلاد البربر، بعد القرن 14 جزء من سلطنة أجوران                             | الصومال | القرن الرابع                 | كانت منطقة كيسمايو في الأصل منطقة صيد سمك صغيرة وتم توسيعها لمدينة تجارية رئيسية. |
| مقديشو          | سلطنة مقديشو                                                              | الصومال | 700                          | وهي خلف لساربيون التجارية |
| فاس             |                                                                           | المغرب  | 789                          | أنشئت كعاصمة جديدة لأدارسة |
| الجزائر (مدينة) |                                                                           | الجزائر | 944 م                        | الزيرين الزيرين |
| مراكش           |                                                                           | المغرب  | 1070                         | أُنشئت من قبل المرابطين |
|                 |                                                                           |         |                              | |

### أفريقيا الجنوبية
| الاسم        | المنطقة التاريخية | الموقع       | مأهولة سكانياً من تاريخ | ملاحظات                                                                               |
| ------------ | ----------------- | ------------ | ---------------------- | ------------------------------------------------------------------------------------- |
| !a           | !a                | !a           | −9e99                  |                                                                                       |
| ~z           | ~z                | ~z           | 9e99                   |                                                                                       |
| بنين (مدينة) | إمبراطورية بنين   | نيجيريا      | 400 قبل الميلاد        | مدينة بينين هي أقدم مدينة في نيجيريا                                                  |
| إيفي         | ولاية أوشون       | نيجيريا      | 350 قبل الميلاد        | تعود أقدم أثر الإستيطان فيها إلى القرن الرابع ق.م.                                    |
| سفالة        |                   | موزمبيق      | 700                    | من أقدم مرافيء في أفريقيا الجنوبية.                                                   |
| لامو         |                   | كينيا        | 1300                   | أسسها مستوطنون من السواحيلي في القرن الرابع عشر الميلادي.                             |
| كيب تاون     | مستوطنة كايب      | جنوب أفريقيا | 1652                   | هي أقدم مدينة في جنوب أفريقيا أسسها المستوطنون التابعون لشركة الهند الشرقية الهولندية |

## أمريكا الوسطى
| الاسم               | المنطقة التاريخية | الموقع              | مأهولة سكانياً من تاريخ          | ملاحظات |
| ------------------- | ----------------- | ------------------- | ------------------------------- | --- |
| !a                  | !a                | !a                  | −9e99                           | |
| ~z                  | ~z                | ~z                  | 9e99                            | |
| تشيلول              | تشلولا القديمة    | المكسيك             | نحو القرن الثاني ما قبل الميلاد | في فترة ما قبل كولمبوس، نمت تشلولا من قرية صغيرة إلى مركز للمنطقة في القرن السابع الميلادي، تعد من أقدم المدن المأهولة في قارة أمريكا. |
| مدينة مكسيكو        | حضارة المكسيكا    | المكسيك             | 1325                            | تأسست كمدينتين توأمتين هما تينوتشتيتلان (1325) وتلاتلوکو (1337) من قبل حضارة المكسيكا. تغير اسمها إلى كيوداد المكسيك بعد الإحتلال الإسباني عام 1521. واندمجت العديد من مدن العصر الما كولمبي مثل أزكابوتزالكو، تلاتلوکو، خوشيميلكو وكيوكا مع المدينة المتمددة ليشكلوا مدينة مكسيكو التي هي أقدم عاصمة في أميركا. |
| سانتو دومينغو       | هيسبانيولا        | جمهورية الدومينيكان | 1496                            | أقدم مستعمرة أوروبية في العالم الجديد |
| سان خوان، بورتوريكو | إسبانيا الجديدة   | بورتوريكو           | 1508                            | أقدم مدينة مأهولف في مناطق الولايات المتحدة الغير مدمجة |
| نومبر دي ديوس       | نيو غرانادا       | بنما                | 1510                            | أقدم مدينة مأهولة في البر الأمريكي |
| باراكوا             | اسبانيا الجديدة   | كوبا                | 1511                            | أقدم مستعمرة أوروبية في كوبا |
| فيراكيوز            | اسبانيا الجديدة   | المكسيك             | 1519                            | أقدم مستعمرة أوروبية في القارة الأميركية. |
| مدينة بنما          | نيو غرانادا       | بنما                | 1519                            | أقدم مدينة أميركية على المحيط الهاديء وأقدم مستعمرة أوروبية على نفس المحيط. |

## الأمريكيتين

### أمريكا الشمالية
| الاسم                                | المنطقة التاريخية    | الموقع                     | مأهولة سكانياً من تاريخ | ملاحظات                                                                     |
| ------------------------------------ | -------------------- | -------------------------- | ---------------------- | --------------------------------------------------------------------------- |
| !a                                   | !a                   | !a                         | −9e99                  |                                                                             |
| ~z                                   | ~z                   | ~z                         | 9e99                   |                                                                             |
| أكوما بويبلو وتاوس بويبلو، نيومكسيكو | حضارة بويبلو         | الولايات المتحدة الأميركية | 1075 م.                | من أقدم المستوكنات في الولايات المتحدة (ليس المدن)                          |
| أورايبي, أريزونا                     | هوبي                 | الولايات المتحدة الأميركية | حوالي 1100 م.          | من أقدم المستوكنات في الولايات المتحدة (ليس المدن) ")                       |
| سانت جونز                            | مستعمرة نيوفاوندلاند | كندا                       | 1540                   | أقدم مدينة في كندا وأقدم مدينة ناطقة باللغة الإنكليزية في القارة الأميركية  |
| سانت أوغسطين (فلوريدا)               | نيو سباين            | الولايات المتحدة الأميركية | 1565                   | أقدم مدينة مأهولة في الولايات المتحدة الأميركية                             |
| جيمستاون                             | مستعمرة فيرجينيا     | الولايات المتحدة الأميركية | 1607                   | أول مستعمرة أنكليزية دائمة في القارة الأميركية.                             |
| سانتا فيه، نيومكسيكو                 | نيو ميكسيكةو         | الولايات المتحدة الأميركية | 1607                   | أقدم ولاية مأهولة في الولايات المتحدة الأميركية.                            |
| مدينة كيبك                           | فرنسا الجديدة        | كندا                       | 1608                   | ثاني أقدم مدن كندا وأقدم مدينة ناطقة باللغة الفرنسية في القارة الأميركية.   |
| ألباني، نيويورك                      | خولندة الجديدة       | الولايات المتحدة الأميركية | 1614                   |                                                                             |
| بلايموث                              | مستعمرة بلايموث      | الولايات المتحدة الأميركية | 1620                   | رابع أقدم مدينى أوروبية في أميركا                                           |
| سانت جونز                            | نيو فرانس            | كندا                       | 1631                   | ثالث أقدم مدينة في كندا                                                     |
| تروا ريفيير                          | نيو فرانس            | كندا                       | 1634                   | رابع أقدم مدينة كندية                                                       |
| مونتريال                             | نيو فرانس            | كندا                       | 1642                   | خامس أقدم مدينة كندية                                                       |
| سولت سانت ماري (ميشيغان)             | نيو فرانس            | الولايات المتحدة الأميركية | 1668                   | أقدم مدينة أوروبية في الغرب الأوسط ولأقدم مدينة أميركية غرب جبال ابالاشيان. |
| سان دييغو، كاليفورنيا                | نيو سباين            | الولايات المتحدة الأميركية | 1769                   | أقدم مدينة في غرب الولايات المتحدة وأول بدايات كاليفورنيا                   |

### أمريكا الجنوبية
| الاسم                 | المنطقة التاريخية             | الموقع    | مأهولة سكانياً من تاريخ | ملاحظات |
| --------------------- | ----------------------------- | --------- | ---------------------- | --- |
| !a                    | !a                            | !a        | −9e99                  | |
| ~z                    | ~z                            | ~z        | 9e99                   | |
| Upper Xingu           | شينغو                         | البرازيل  | 800                    | كانت مستوطنة كويكورو شديدة التحضر موطنًا لما يزيد عن 10000 شخص في منطقة أعالي شينغو ذات الغابات الكثيفة. وانخفضت أعدادهم بشكل حاد بعد الاتصالات مع الأوروبيين في القرن السادس عشر.                                                                             |
| كيتو                  | ثقافة كيتو                    | الإكوادور | 980                    | تعود أصول مدينة كيتو إلى عام 2000 قبل الميلاد، عندما احتلت قبيلة كيتو المنطقة. |
| قوسقو                 | إنكا                          | بيرو      | 1100                   | The Killke occupied the region from 900 to 1200, prior to the arrival of the إنكا in the 13th century. Carbon-14 dating of قلعة ساكسايهوامان، the walled complex outside Cusco, has demonstrated that the Killke culture constructed the fortress about 1100. |
| سانتا مارتا           | New Granada                   | كولومبيا  | 1525                   | أقدم مدينة إسبانية في كولومبيا. |
| ساو فيسنتي، ساو باولو | Governorate General of Brazil | البرازيل  | 1532                   | أول مستوطنة برتغالية في أمريكا الجنوبية. |
| بوغوتا                | New Granada                   | كولومبيا  | 1538                   | أقدم عاصمة في أمريكا الجنوبية. |
| سانتياغو ديل استيرو   | ملكية ريو دي لا بلاتا البديلة | الأرجنتين | 1553                   | أقدم مدينة مأهولة بالسكان في الأرجنتين. |

## آسيا

### آسيا الوسطى والجنوبية
| الاسم                | المنطقة التاريخية    | الموقع                  | مأهولة سكانياً من تاريخ        | ملاحظات |
| -------------------- | -------------------- | ----------------------- | ----------------------------- | --- |
| !a                   | !a                   | !a                      | −9e99                         | |
| ~z                   | ~z                   | ~z                      | 9e99                          | |
| بلخ                  | باختر                | ولاية بلخ، أفغانستان    | 3000 قبل الميلاد              | |
| فاراناسي             | العصر الحديدي الهندي | أتر برديش، الهند        | 1200 - 1100 قبل الميلاد       | |
| اوجاين               | مالوا                | الهند                   | 800 قبل الميلاد               | Rose to prominence in ca 700 BC as capital of Avanti during India's second wave of urbanization. Walled in ca 600 BC. |
| سمرقند               | سوقديانا             | أوزبكستان               | 700 قبل الميلاد [بحاجة لمصدر] | |
| Rajagriha (راجغير)   | مملكة ماجادها        | بيهار، الهند            | 600 قبل الميلاد [بحاجة لمصدر] | |
| مادوراي              | بانديائيون           | تامل نادو، الهند        | 500 قبل الميلاد [بحاجة لمصدر] | There are accounts of ميغاستينس ‏ (c. 350 – 290 BC) a Greek ethnographer in the Hellenistic period, author of the work Indica, having visited Madurai (then, a bustling city and capital of Pandya Kingdom). Mahavamsa, the Sri Lankan chronicle mentions that King Vijaya married a princess from Madurai, and his period is mentioned to be around 543 BC. |
| أكشاي                | مملكة ماجادها        | بيهار، الهند            | 500 قبل الميلاد               | |
| باتنا                | مملكة ماجادها        | بيهار، الهند            | القرن الخامس قبل الميلاد.     | As Pataliputra was founded by أجاتشيترو. |
| بشاور                | غاندارا              | خيبر بختونخوا، باكستان  | 400 - 300 قبل الميلاد.        | Ongoing excavations in the Gor Khuttree region have given proof of the ancient foundations of the city and have established Peshawar as one of the oldest settlements in Central and South Asia. |
| Mahasthangarh، بوغرا | Pundravardhana       | Bogra District،بنغلاديش | القرن الرابع قبل الميلاد      | Remains of the ancient city of Pundranagara. |
| ثنجفور               | Early Chola kingdom  | تامل نادو، الهند        | 300 قبل الميلاد               | يعتقد بعض العلماء أن المدينة كانت موجودة منذ فترة سانجام. |
| باميان               | باختر                | ولاية باميان، أفغانستان | القرن الأول الميلادي          | |
| كاتماندو-باتان       | نيبال                | كاتماندو، نيبال         | القرن الثاني الميلادي         | بدأ تاريخ وادي كاتماندو الموثق كتابيا في القرن الثاني.[بحاجة لمصدر] |

### آسيا الشرقية
| الاسم   | المنطقة التاريخية | الموقع           | مأهولة سكانياً من تاريخ       | ملاحظات |
| ------- | ----------------- | ---------------- | ---------------------------- | --- |
| !a      | !a                | !a               | −9e99                        | |
| ~z      | ~z                | ~z               | 9e99                         | |
| لويانغ  | أسرة شيا          | خنان، الصين      | 2070 قبل الميلاد             | |
| شيان    | مملكة تشو         | شنشي، الصين      | 1100 قبل الميلاد             | |
| بكين    | Ji، يان ‏          | بكين، الصين      | 1045 قبل الميلاد             | |
| سوجو    | وو (مقاطعة) ‏      | جيانغسو، الصين   | 514 قبل الميلاد              | |
| تشنغدو  | Shu               | سيشوان، الصين    | 400 قبل الميلاد              | The 9th Kaiming king of the ancient Shu moved his capital to the city's current location from today's nearby Pixian.                                                |
| نانجينغ | وو (مقاطعة) ‏      | جيانغسو، الصين   | 495 قبل الميلاد              | Fu Chai, Lord of the State of Wu, founded a fort named Yecheng (冶城) in today's Nanjing area.                                                                      |
| كايفنغ  | Wei               | خنان، الصين      | 364 قبل الميلاد              | The State of Wei founded a city called Daliang (大梁）as its capital in this area.                                                                                  |
| قوانتشو | تشين              | غوانغدونغ، الصين | 214 قبل الميلاد[بحاجة لمصدر] | |
| هانجتشو | تشين              | جيجيانغ، الصين   | 200 قبل الميلاد              | The city of Hangzhou was founded about 2,200 years ago during the Qin Dynasty.                                                                                      |
| أوساكا  | اليابان           | اليابان          | 400 م                        | It was inhabited as early at the 6th-5th centuries BC, and became a port city during the فترة كوفون. It temporarily served as the capital of Japan from 645 to 655. |
| نارا    | اليابان           | اليابان          | 710 م                        | Built as a new capital city in 710. |
| كيوتو   | اليابان           | اليابان          | 794 م                        | Shimogamo Shrine was built in the 6th century, but the city was officially founded as Heian-kyō when it became the capital in 794.                                  |

### جنوب شرق آسيا
| الاسم           | المنطقة التاريخية         | الموقع    | مأهولة سكانياً من تاريخ | ملاحظات |
| --------------- | ------------------------- | --------- | ---------------------- | --- |
| !a              | !a                        | !a        | −9e99                  | |
| ~z              | ~z                        | ~z        | 9e99                   | |
| هانوي           | Jiaozhou                  | فيتنام    | 454 م                  | عرفت أولا باسم تونغ بينه (Tống Bình) في 454 م، بنيت القلعة داي لا (Đại La) في 767 في عهد الامبراطور دايزونغ من تانغ، أعاد لي كونغ أوان (Lý Công Uẩn) تسميتها إلي ثانج لونج (Thăng Long) في 1010. |
| فلمبان          | سريفيجايا                 | إندونيسيا | حوالي 600 م            | أقدم مدينة في أرخبيل الملايو، عاصمة إمبراطورية سريفيجايا. |
| لوانغ برابانغ   | موانج سوا                 | لاوس      | 698 م [بحاجة لمصدر]    | |
| سيام ريب        | إمبراطورية الخمير         | كمبوديا   | 801 م                  | عاصمة إمبراطورية الخمير. |
| باغان           | مملكة باغان               | بورما     | 849 م                  | |
| مانيلا          | مملكة توندو ومملكة مانيلا | الفلبين   | 900 م                  | أقدم مستوطنة معروفة في الفلبين كما هو موثق من قبل نقش لاغونا النحاسي؛ عندما وصل الإسبان، بقيادة ميجيل لوبيز دي ليجزبي، كان لا يزال مأهولًا ويقوده راجا لاكاندولا. |
| بندر سري بكاوان | مملكة بو-ني               | بروناي    | 977 م                  | أقدم مدينة في بورنيو. |
| بوتوان          | مملكة بوتوان              | الفلبين   | 1001 م                 | أقدم مدينة في مينداناو. |
| كديري           | مملكة كديري               | إندونيسيا | 1042 م                 | مع تغييرات في الاسم علي مر الزمن، هو في جوهره اتحاد بين عاصمتين مملكة بانجالو ومملكة جانجالا. المستوطنات تتخللها دائما على ضفتي نهر برانتس. إدارياً، تقسم حكومة إندونيسيا كديري إلى كيانين سياسيين، مقاطعة كديري ومدينة كديري التي تقع في وسط المديرية. ومع ذلك، فإن البقايا الأثرية موجودة خارج الحدود الإدارية والمستوطنات غالباً ما تنتشر في تجاهل الحدود الإدارية بين الكيانين. |
| سنغافورة        | مملكة سنغابورا            | سنغافورة  | 1170 م                 | |

### غرب آسيا
المأهولية المستمرة منذ العصر النحاسي ممكنة ولكن يصعب إثباتها لعدة مدن شامية (حلب، بيروت، جبيل، دمشق، أريحا، القدس، وصيدا).
أصبحت المدن أكثر شيوعاً خارج منطقة الهلال الخصيب في العصر الحديدي المبكر منذ حوالي 1100 قبل الميلاد. يؤخذ تأسيس روما في العام 753 قبل الميلاد باعتباره واحد من المواعيد الكلاسيكية لبدء العصور القديمة.
| الاسم        | المنطقة التاريخية   | الموقع                     | مأهولة سكانياً من تاريخ                                    | ملاحظات |
| ------------ | ------------------- | -------------------------- | --------------------------------------------------------- | --- |
| صنعاء        | ازال                | اليمن                      | 10000 سنة قبل الميلاد                                     | |
| الكويت       | شبه الجزيرة العربية | كاظمة الجهراء              | 5000 سنة                                                  | # |
| سلطنة عمان   | شبه الجزيرة العربية | صلالة سمهرم                | #                                                         | # |
| صور العمانية | 4000 او اقدم        | #                          | #                                                         | # |
| !a           | !a                  | !a                         | −9e99                                                     | |
| ~z           | ~z                  | ~z                         | 9e99                                                      | |
| جبيل         | بلاد الشام          | لبنان                      | من العصر النحاسي (5000 سنة أو أٌقدم)                       | أظهرت اختبارات الكربون أن تاريخها يعود لحوالي 7000 ق.م |
| حلب          | بلاد الشام          | سوريا                      | من العصر النحاسي (4300 سنة قبل الميلاد أو أقدم)           | الأدلة لمكان حلب الحالي تعود لحوالي 8000 سنة مضت، على بعد 25 كيلومترا شمال المدينة تظهر بأنها مأهولة قبل حوالي 13,000 سنة |
| مدائن صالح   | العلا               | السعودية                   | العصر الحجري                                              | عرفت باسم الحِجر أيضاً تقع في الشمال الغربي من المملكة العربية السعودية بين المدينة المنورة ومدينة تبوك شمال مدينة العلا بـ 22 كم وتؤكد النصوص القرآنية أنها كانت منطقة مأهولة بالسكان عندما سكنها الثموديون يوجد فيها آثار للاستيطان البشري في فترة ما يُعرف بالعصر الحجري وفيها عدة حضارات عريقة منذ ما قبل الميلاد حيث وجدت نقوشاً كتابية للعربية الجنوبية واللحيانية والثمودية والنبطية واللاتينية والإسلامية. |
| دمشق         | بلاد الشام          | سوريا                      | العصر النحاسي                                             | قيل كثيراً أن دمشق هي أقدم مدينة مأهولة بشكلٍ مستمر في العالم، وتوجد أدلة على وجود مستوطنات في حوض بردى يعود تاريخها إلى 9000 سنة قبل الميلاد. ومع ذلك ليس هناك دليل على الاستيطان في منطقة دمشق على نطاق واسع حتى الألفية الثانية قبل الميلاد |
| حماة         | بلاد الشام          | سوريا                      | 1000000 قبل الميلاد، (10 سنة قبل الميلاد) عصر الديناصورية | "نظراً البيئية المواتية، فإن منطقة العاصي الأوسط المحيطة بمدينة حماة هي إحدى المناطق الزراعية الرئيسية في غرب سوريا، حيث شهدت استخدام الإنسان واستيطانه منذ العصر الحجري القديم السفلي. وأظهر التنقيب الأثري الذي أجري بين عامي 2003 و 2005 استمرار احتلال المنطقة منذ الانتقال من مرحلة الصيد وجمع الثمار إلى الحياة الحضرية حوالي 10.000 قبل الميلاد. وفي حين أن المواقع الأولى كانت تقع على ضفتي نهر العاصي، فإن الأنشطة الاستيطانية اللاحقة شملت أيضا مناطق نائية أكثر. تعد منطقة العاصي من أهم مناطق الاستيطان في شمال بلاد الشام، وحتى عام 2010 كانت موضوع بحث ميداني مكثف في سياق مختلف الدراسات الاستقصائية والحفريات وذلك بين عامي 2003 و 2005، أثبتت الدراسات أن المنطقة التي تم إجراؤها بمحيط مدينة حماة في مشروع بالتعاون مع إدارة الآثار السورية.فإن التحقيقات وثقت بشكل كامل مخزون آثار التربة في جميع الفترات منذ بداية المستوطنات الدائمة حوالي 10,000 قبل الميلاد. وتحديد هيكل التسوية في الفترات الفردية للهدف.وخلال خمس حملات عمل، تم اكتشاف 175 موقعا في مساحة تبلغ حوالي 600 كيلومتر مربع تغطي كامل الطيف بين العصر الحجري القديم السفلي والفترة العثمانية. (المصدر: معهد الآثار الألماني) |
| شوشان        | محافظة خوزستان      | إيران                      | 4200 قبل الميلاد                                          | تشير الحفريات الأثرية إلى أن الموقع كان مأهولاً بالسكان منذ 5000 سنة قبل الميلاد على الأقل. تم تحديد ظهور الاكروبول باختبارات الكربون14 الذي أظهر أن تاريخها يرجع لـ 4395-3955 قبل الميلاد، ما يقرب من 4200 قبل الميلاد مؤرخة من وقت التأسيس كان شوشان مدينة كبيرة خلال الفترات القديمة وخلال العصور الوسطى، ولكنها تعرضت للتهميش في القرن الثالث بسبب الغزو المغولي. تعرضت المدينة لمزيد من التدهور في القرن 15 عندما انتقلت غالبية سكانها إلى دزفول وبقيت مستوطنة صغيرة حتى القرن العشرين. |
| صيدا         | بلاد الشام          | لبنان                      | 4000 قبل الميلاد                                          | هناك أدلة على أن صيدا كانت مأهولة منذ فترة طويلة 4000 سنة قبل الميلاد، وربما، في وقت مبكر من العصر الحجري الحديث (6000-4000 قبل الميلاد). |
| عنتاب        | أناضول              | جنوب شرق تركيا             | 3650 قبل الميلاد                                          | على الرغم من أن معظم العلماء الحديثين يحددون مكان انطاكيا في غازي عنتاب، لكن البعض يقولون أنها كان تقع في حلب. علاوةً على ذلك، فاعتبار أن المدينتين تشغلان نفس الموقع هو أبعد ما يكون عن الحقيقة. [42] وعلى افتراض أن تكون هذه هي الحالة، فتاريخ تأسيس الموقع الحالي سيكون حوالي 1000 قبل الميلاد. |
| أريحا        | بلاد الشام          | فلسطين                     | من العصر النحاسي (3000 قبل الميلاد أو أقدم)               | وجدت آثار استيطان في أريحا تعود لـ 9000 سنة قبل الميلاد. الحصون حول المدينة تعود للعام 6800 قبل الميلاد (أو أقدم), مما يجعل اريحا أقدم مدينة محاطة بسور في العالم تشير الأدلة الأثرية أن المدينة دمرت وهجرت عدة مرات (وأحياناً كانت غير مأهولة لمئات السنين في وقتٍ واحد)، في وقتٍ لاحق تم إعادة بناء وتوسيع المدينة |
| الري         | ميديون              | كوردستان إيران             | 3000 قبل الميلاد                                          | يعود الموقع إلى الألف الثالث قبل الميلاد. ري (أيضاً راي أو مدينة الري) مذكورة في الأفستا (نص مهم من الصلوات في الزرادشتية) كمكان مقدس، وهي واردة أيضاً في كتاب طوبيا. |
| بيروت        | بلاد الشام          | لبنان                      | 3000 قبل الميلاد                                          | |
| القدس        | بلاد الشام          | فلسطين                     | 2800 قبل الميلاد                                          | |
| صور          | بلاد الشام          | لبنان                      | 2750 قبل الميلاد                                          | |
| جنين         | بلاد الشام          | فلسطين                     | 2450 قبل الميلاد                                          | تاريخ جنين يعود إلى 2450 قبل الميلاد، عندما تم بناؤها من قبل الكنعانيين. بعد 1244 ازدهرت جنين اقتصادياً بسبب موقعها على طريق التجارة، حتى وقوع زلزال قوي دمر المدينة بالكامل. |
| أربيل        | بلاد الرافدين       | إقليم كوردستان العراق      | 2300 قبل الميلاد أو قبل ذلك                               | |
| كركوك        | بلاد الرافدين       | كركوك، إقليم كوردستان عراق | 3000–2200 قبل الميلاد                                     | |
| يافا         | بلاد الشام          | فلسطين                     | 2000 قبل الميلاد                                          | تشير الأدلة الأثرية إلى أنها كانت مسكونة من 7500 قبل الميلاد. |
| الخليل       | بلاد الشام          | فلسطين                     | 1500 قبل الميلاد                                          | "تعتبر الخليل واحدة من أقدم المدن بشكلٍ مأهول باستمرار منذ ما يقرب من 3500 سنة" |
| غزة          | بلاد الشام          | فلسطين                     | 1000 قبل الميلاد                                          | بينما تعود بها الأدلة لـ 5,000 سنة على الأقل، فإنه يقال أنها كانت مأهولة بشكلٍ متواصل لأكثر قليلاً من 3,000 سنة. |
| همدان        | ميديون              | إيران                      | 800 قبل الميلاد                                           | |
| نابلس        | بلاد الشام          | فلسطين                     | 100                                                       | نابلس هي مدينة كنعانية. سكنت منذ الألف الرابع قبل الميلاد. في العام 724 قبل الميلاد دمرت المدينة من قبل آشور وبعد انتعاش في القرنين الثاني والثالث، دمرت بشكلٍ نهائي من قبل الحشمونائيم هيركانوس في العام 128 قبل الميلاد. بعد 200 سنة أُقيمت مدينة رومانية جديدة تأسست بالقرب من الخراب |
| عمان         | بلاد الشام          | الأردن                     | 1878                                                      | سكن عمان العديد من الحضارات. أول حضارة مسجلة كانت خلال فترة العصر الحجري الحديث حوالي 7500 قبل الميلاد عندما الاكتشافات الأثرية موجودة في عين غزال. وقد تعرضت المدينة للدمار بسبب العديد من الزلازل والكوارث الطبيعية في العصور الوسطى، وظلت قرية صغيرة وكومة من الانقاض لمدة 500 سنة، حتى تم التسوية من قبل الشركس في عام 1878 |

## أوروبا
| الاسم                               | المنطقة التاريخية                         | الموقع                            | مأهولة سكانياً من تاريخ        | ملاحظات |
| ----------------------------------- | ----------------------------------------- | --------------------------------- | ----------------------------- | --- |
| !a                                  | !a                                        | !a                                | −9e99                         | |
| ~z                                  | ~z                                        | ~z                                | 9e99                          | |
| آرغوس                               | عصر حجري حديث، يونان المايسينية           | اليونان                           | الألفية الخامسة قبل الميلاد.  | Continuously inhabited mostly as an urban settlement, for the past 7,000 years, historical, recorded history since second half of 1st millennium BC. |
| أثينا                               | عصر حجري حديث، يونان الموكيانية           | أتيكا، اليونان                    | 5th–4th Millennium BC         | Earliest human presence 11th–7th millennium BC, recorded history begins in 1400 BC. |
| موكناي                              | عصر حجري حديث، موكناي                     | بيلوبونيز، اليونان                | 3500 قبل الميلاد أو قبل ذلك   | Only scattered sherds from disturbed debris have been found datable to the Neolithic (prior to 3500 BC). The site was inhabited, but the stratigraphy has been destroyed by later construction. |
| بلوفديف                             | تراقيا                                    | مقاطعة بلووديو، بلغاريا           | 3000 – 4000 ق م               | تراقيا foundation. Earliest evidence of a settlement dates back to 6000 BC. |
| كوتايسي                             | كولخيس                                    | إيميريتي، جورجيا                  | 2000 ق م                      | Founded as Aia. Archeological evidence indicates that the city functioned as the capital of the kingdom of كولخيس as early as the 2nd millennium BC. It is widely believed by historians that when أبولونيوس الرودسي was writing about جاسون and the بحارو الأرجو and their legendary journey to كولخيس، Kutaisi/Aia was the final destination of the Argonauts and the residence of King آيتيس.                |
| خانية                               | كريت                                      | كريت، اليونان                     | 1400 ق م                      | حضارة مينوسية foundation as كيدونيا |
| لارنكا                              | ألاشيا                                    | قبرص                              | 1400 ق م                      | Mycenaean, then فينيقيونn colony |
| ثيفا                                | يونان الموكيانية                          | بيوتيا، اليونان                   | 1400 ق م                      | Mycenaean foundation |
| تريكالا                             | يونان الموكيانية                          | ثيساليا، اليونان                  | قبل 1200 ق م                  | founded as Trikke |
| خالكيذا                             | يونان الموكيانية                          | اليونان                           | قبل 1200 ق م                  | mentioned by هوميروس |
| لشبونة                              | إيبيريا ما قبل التاريخ                    | البرتغال                          | 1200 ق م                      | A settlement since the عصر حجري حديث. Allis Ubbo, arguably a فينيقيونn name, became Olissipo(-nis) in Greek and لغة لاتينية (also Felicitas Julia after Roman conquest in 205 BC). |
| قادس                                | إيبيريا ما قبل التاريخ                    | منطقة أندلوسيا، إسبانيا           | 1100 ق م                      | founded as فينيقيونn Gadir, "Europe's oldest city" |
| باتراس                              | يونان الموكيانية                          | اليونان                           | 1100 ق م                      | founded by Patreus |
| محمية المدينة ومتحف متسخيتا         | إبيريا (القوقاز)                          | جورجيا                            | 1000 ق م                      | Remains of towns at this location have been dated to earlier than the year 1000 BC, and Mtskheta was capital of the early Georgian Kingdom of إبيريا (القوقاز) during the 3rd century BC – 5th century AD. It was the site of early مسيحية activity, and the location where Christianity was proclaimed the دين الدولة of Georgia in 337.                                                                       |
| ميتيليني                            | لسبوس                                     | شمال إيجة، اليونان                | القرن العاشر قبل الميلاد      | |
| خيوس                                | خيوس                                      | ش مال إيجة، اليونان               | 1100 ق م                      | |
| يريفان                              | أرارات                                    | أرمينيا                           | 782 ق م                       | Founded as Erebuni. The Shengavit Settlement in the southwestern district of Yerevan was founded in the late 4th millennium BC, during the عصر نحاسي period. |
| مالقة                               | إيبيريا ما قبل التاريخ                    | منطقة أندلوسيا، إسبانيا           | القرن الثامن قبل الميلاد      | founded as فينيقيونn Malaka. |
| روما                                | لاتيوم                                    | لاتسيو، إيطاليا                   | 753 ق م                       | Continuous habitation since approximately 1000 BC.; pastoral village on the northern part of the هضبة بالاتين dated to the 9th century BC; see also تاريخ روما and تأسيس روما. |
| مسينة (مثل Zancle)                  | صقلية                                     | صقلية                             | القرن الثامن قبل الميلاد      | |
| ريدجو كالابريا (مثل Rhégion)        | ماجنا غراسيا                              | كالابريا، إيطاليا                 | 743 ق م                       | Continuous habitation since approximately 1500 BC, as we have notice about the Ausonian-Italic pre-Greek settlement and about the sculptor Léarchos of Reggio (early 15th century BC) and King Iokastos (late 13th century BC). |
| سرقوسة                              | صقلية                                     | صقلية، إيطاليا                    | 734 ق م                       | A colony of the Greek city of كورنث |
| فولتيرا                             | توسكانا                                   | توسكانا، إيطاليا                  | 725 ق م                       | An الحضارة الإتروسكانية mining settlement |
| كروتوني (مثل Kroton)                | قلورية                                    | ماجنا غراسيا، إيطاليا             | 710 ق م                       | |
| تارانتو (مثل Taras)                 | ماجنا غراسيا                              | بوليا، إيطاليا                    | 706 ق م                       | |
| كورفو، قرقيرة                       | كورفو                                     | الجزر الأيونية، اليونان           | 700 ق م                       | |
| نابولي                              | ماجنا غراسيا                              | إيطاليا                           | 680 ق م                       | Actually the date at which an older settlement close by, called Parthenope, was founded by settlers from كوماي. This eventually merged with Neapolis proper, which was founded c. 470 BC. |
| إسطنبول/بيزنطة                      | تراقيا الأناضول                           | تركيا                             | 685 BC Anatolia 667 BC Thrace | Neolithic site dated to 6400 BC, over port of Lygos by Thracians c. 1150 BC |
| دراس                                | إيليريا                                   | ألبانيا                           | 627 ق م                       | Founded by settlers from كورفو & كورنث as Epidamnos |
| كيرتش                               | القرم                                     | أوكرانيا                          | القرن السابع قبل الميلاد      | |
| فيودوسيا (مثل Theodosia)            | القرم                                     | أوكرانيا                          | القرن السابع قبل الميلاد      | |
| إذيسا                               | مقدونيا القديمة                           | اليونان                           | قبل القرن السادس قبل الميلاد  | capital of Macedonia up to 6th century BC |
| مارسيليا (as Massilia)              | بلاد الغال                                | France                            | 600 ق م                       | A colony of the Greek city of Phocaea |
| فارنا                               | تراقيا                                    | Bulgarian Black Sea Coast،بلغاريا | 585 – 570 ق م                 | founded as فارنا by settlers from ميليتوس |
| كافالا                              | مقدونيا القديمة                           | اليونان                           | القرن السادس قبل الميلاد      | founded as Neapolis |
| مانغالايا                           | داقية                                     | رومانيا                           | القرن السادس قبل الميلاد      | founded as Callatis |
| كونستانتسا                          | داقية                                     | رومانيا                           | القرن السادس قبل الميلاد      | founded as Tomis |
| مانتوفا                             | وادي بو                                   | لومبارديا، إيطاليا                | القرن السادس قبل الميلاد      | Village settlement since c. 2000 BC; became an الحضارة الإتروسكانية city in the 6th century BC. |
| بيلهورود دنيستروفسكيي               | بيسارابيا                                 | أوكرانيا                          | القرن السادس قبل الميلاد      | founded as Tyras |
| سيرس                                | مقدونيا القديمة                           | اليونان                           | القرن الخامس قبل الميلاد      | first mentioned in the 5th century BC as Siris |
| لمياء                               | اليونان                                   | اليونان                           | قبل القرن الخامس قبل الميلاد  | first mentioned 424 BC |
| فيريا                               | مقدونيا القديمة                           | اليونان                           | 432 ق م                       | first mentioned by ثوسيديديس in 432 BC |
| رودس                                | رودس، بحر إيجة                            | دوديكانيسيا، اليونان              | 408 ق م                       | |
| صوفيا                               | مويسيا                                    | Sofia Valley ، بلغاريا            | القرن الرابع قبل الميلاد      | كلت foundation as Serdica. |
| ميتز                                | بلاد الغال                                | France                            | القرن الرابع قبل الميلاد      | founded as the أوبيدوم of كلت Mediomatrici. However, Human permanent presence has been established in the site since 2500 BC. |
| روساس (as Rhode)                    | شبه جزيرة أيبيريا                         | منطقة كتالونيا، إسبانيا           | القرن الرابع قبل الميلاد      | The exactly origin of the city is unknown, but there are remains of a اليونان القديمة colony from the 4th century BC, although some historians consider the fundation earlier, at the 8th century BC. However, Human permanent presence has been established in the site since 3000 BC as evidenced by the different ميغاليث monuments surrounding the city.                                                    |
| غابالا (as Kabalaka)                | ألبانيا القوقازية                         | أذربيجان                          | القرن الرابع قبل الميلاد      | Archeological evidence indicates that the city functioned as the capital of the Caucasian Albania as early as the 4th century BC. |
| ستارا زاغورا                        | تراقيا                                    | بلغاريا                           | 342 ق م                       | It was called Beroe in ancient times and was founded by فيليب الثاني المقدوني although a Thracian settlement neolithic inhabitation have been discovered as well. |
| سالونيك                             | مقدونيا القديمة                           | اليونان                           | 315 ق م                       | founded as a new city in the same place of the older city ثيرما. |
| بيرات                               | مقدونيا القديمة                           | ألبانيا                           | 314 ق م                       | Founded by كاسندر as بيرات |
| بلغراد                              | إيليريا                                   | صربيا                             | 279 ق م                       | حضارة الفينكا prospered around Belgrade in the 6th millennium BC. Founded as Singidunum. |
| نيش                                 | إيليريا                                   | صربيا                             | 279 ق م                       | Founded as Navissos. Neolithic settlements date to 5000–2000 BC. |
| قرطاجنة، إسبانيا (as Carthago Nova) | شبه الجزيرة الإيبيرية                     | إسبانيا                           | 228 ق م                       | Carthaginian colony, founded by صدربعل برقة |
| برشلونة (مثل Barcino)               | شبه الجزيرة الإيبيرية                     | منطقة كتالونيا، إسبانيا           | القرن الثالث قبل الميلاد      | Unknown origin. Have been found remains from the شبه جزيرة أيبيريا period, and some دراخما inscribed with the word "Barkeno". There is also a hypotesi of a little greek village called Kallípolis. However, the first arqueological remains of buildings are from the roman period. |
| طركونة (مثل Tarraco)                | شبه جزيرة أيبيريا                         | منطقة كتالونيا، إسبانيا           | 218 ق م                       | Roman colony, founded by سكيبيو الأصلع and بابليوس سكيبيو |
| Stobi/غرادسكو، فيليس                | مقدونيا                                   | مقدونيا الشمالية                  | 217 ق م                       | founded as Stobi by فيليب الخامس ملك مقدونيا |
| سريمسكا ميتروفيتشا                  | إيليريا                                   | صربيا                             | القرن الأول قبل الميلاد       | Founded as Sirmium. Neolithic settlements date to 5000 BC and are with other archeological findings evidence to continuous habitation. |
| سميديريفو                           | إيليريا                                   | صربيا                             | القرن الأول قبل الميلاد       | Founded as Semendria. |
| يابرة                               | لوسيتانيا                                 | البرتغال                          | 53 ق م (الفتح الروماني)       | لوسيتانيون settlement prior to Roman occupation. |
| Paris                               | لوتيتيا                                   | France                            | 52 ق م                        | Archaeological evidence indicates human habitation as early as 4200 BC. During the Gallic Wars, Caesar's armies set fire to Lutetia "a town of the Parisii, situated on an island on the river Seine." While only a garrison at best on the جزيرة المدينة during some periods after 1st and 2nd century, was renamed Paris in 360 AD                                                                            |
| زيورخ (Lindenhof)                   | بلاد الغال                                | سويسرا                            | 50 ق م                        | lakeside settlement traces dating to the Neolithic. |
| ترير                                | بلجيكا الغالية                            | ألمانيا                           | 30 ق م                        | Oldest city in Germany. |
| نايميخن                             | جرمانيا الصغرى                            | هولندا                            | 19 ق م                        | Oldest city in the Netherlands. |
| خور                                 | رائيتيا                                   | كانتون غراوبوندن، سويسرا          | 15 ق م                        | habitation since the 4th millennium BC (Pfyn culture). |
| فورمس                               | جرمانيا الكبرى                            | ألمانيا                           | 14 ق م                        | The name of the city derives from the Latin designation Borbetomagus which is of Celtic origin. |
| تونغرين                             | جرمانيا الصغرى                            | بلجيكا                            | 10 ق م                        | Oldest city in Belgium. |
| سولوتورن                            | بلاد الغال                                | سويسرا                            | 20                            | Evidence of pre-Roman, Celtic settlement; newly founded by the Romans between 14 and 37 AD, called the "oldest city in Gaul besides Trier" in a verse on the city's clock tower. |
| لندن (مثللندينيوم)                  | بريطانيا الرومانية                        | المملكة المتحدة (إنجلترا)         | 43                            | |
| باث (مثلAquae Sulis)                | بريطانيا الرومانية                        | المملكة المتحدة (إنجلترا)         | 43                            | The city was established as a spa town by the روما القديمة in 43 AD |
| كولونيا                             | جرمانيا الصغرى                            | ألمانيا                           | 50                            | Founded in 38 BC by the أوبيون، a جرمانيون، as أوبيدوم Ubiorum. In 50 AD, the Romans adopted the location as Colonia Claudia Ara Agrippinensium and the city became in 85 AD the capital of the roman province. |
| وينتشستر (مثلVenta Belgarum)        | بريطانيا الرومانية                        | المملكة المتحدة (إنجلترا)         | 70                            | Winchester was built as a Roman town in c. 70 AD. |
| يورك (مثلإبريكوم)                   | بريطانيا الرومانية                        | المملكة المتحدة (إنجلترا)         | 72                            | The city was founded in or around AD 72 when the الفيلق التاسع الإسباني set up camp there. |
| سكوبيه                              | مقدونيا                                   | مقدونيا الشمالية                  | 81–96                         | Founded in the time of دوميتيان as Scupi. |
| نوفي ساد                            | إيليريا                                   | صربيا                             | القرن الأول الميلادي          | Founded as Cusum. |
| باكو                                | أذربيجان                                  | أبشرون                            | القرن الأول الميلادي.         | The first written evidence for Baku dates to the 1st century AD. |
| فيردان                              | لوثارينجيا                                | France                            | 4th century                   | seat of the bishop of Verdun from the 4th century, but populated earlier. |
| كييف                                | الحضارة السلافية الشرقية في العصور الوسطى | أوكرانيا                          | 482                           | Founded by سلاف شرقيون leader Kyi. Some sources suggest Kiev was founded in 640 BC. |
| تفليس (جورجيا)                      | إبيريا (القوقاز)                          | كارتلي، جورجيا                    | 500                           | According to the widely accepted legend the city was founded by King Vakhtang I Gorgasali of جورجيا. New archaeological studies of the region have revealed that the territory of Tbilisi was settled by humans as early as the 4th millennium BC. The earliest actual (recorded) accounts of settlement of the location come from the 4th century, when a fortress was built during King Varaz-Bakur's reign.  |
| أبردين                              | بيكتس                                     | المملكة المتحدة (اسكتلندا)        | 580                           | A settlement was established by c. 580 when records show the city's first church was built then. However, there is archaeological evidence of settlements in the area dating back to 6000BC. |
| إدنبرة                              | Gododdin                                  | المملكة المتحدة (اسكتلندا)        | 580                           | Edinburgh is mention as a settlement in the poem Y Gododdin, traditionally dated to the around the late 6th and early 7th century. The Poem uses The Brythonic name Din Eidyn (Fort of Eidyn) for Edinburgh and describes it as the capital of Gododdin. It is not until around 638 that the city starts being referred to as Edin-burh or Edinburgh, after the city was conquered by the أنجل (شعب) of برنيسيا |
| براغ                                | بوهيميا                                   | التشيك                            | القرن السادس                  | The first written record dates back to the 10th century. |
| إنفرنيس                             | بيكتس                                     | المملكة المتحدة (اسكتلندا)        | القرن السادس                  | A settlement was established by the 6th century when كولومبا visited the Pictish King Brude ‏ at his fortress there. |
| غلاسكو                              | دالريادا أو مملكة ستراثكلايد              | المملكة المتحدة (اسكتلندا)        | القرن السادس                  | A settlement was founded in the 6th century by St Mungo, who is the city's patron Saint. |
| يوانينا                             | الإمبراطورية البيزنطية                    | اليونان                           | 527–565                       | founded by emperor جستينيان الأول |
| كراكوف (Wawel Hill)                 | بولندا الصغرى                             | بولندا                            | القرن السابع                  | The first written record dates back to the 10th century. |
| آرهوس                               |                                           | Denmark                           | 770[بحاجة لمصدر]              | |
| Ribe                                | يوتلاند                                   | الدنمارك                          | 704–710                       | Oldest town in Denmark |
| Staraya Ladoga                      |                                           | روسيا                             | 753                           | |
| كاندية                              | كريت                                      | اليونان                           | 824                           | founded by the ساراكينوس |
| دبلن                                | آيسلندا                                   | جمهورية أيرلندا                   | 841                           | |
| فيليكي نوفغورود                     |                                           | روسيا                             | 859                           | |
| بولوتسك                             |                                           | بيلاروس                           | 862                           | |
| ريكيافيك                            | آيسلندا                                   | آيسلندا                           | c. 871                        | |
| كسانثي                              | تراقيا                                    | اليونان                           | قبل 879                       | first medieval reference as Xantheia |
| فيتيبسك                             |                                           | بيلاروس                           | 947                           | |
| سكارا                               |                                           | السويد                            | 988                           | |
| لوند                                | دنمارك                                    | السويد                            | c. 990                        | |
| تروندهايم                           | النرويج                                   | النرويج                           | 997                           | Founded by king أولاف تريغفاسون. Archaeological findings of city settlement back to the 8th century. |

## أوقيانوسيا
| الاسم        | المنطقة التاريخية | الموقع    | مأهولة سكانياً من تاريخ | ملاحظات                                              |
| ------------ | ----------------- | --------- | ---------------------- | ---------------------------------------------------- |
| !a           | !a                | !a        | −9e99                  |                                                      |
| ~z           | ~z                | ~z        | 9e99                   |                                                      |
| جزيرة تيرنات | سلطنة تيرنات      | إندونيسيا | 1109                   | Twin of Tidore, oldest surviving لغات بابوا cities.  |
| تيدور        | سلطنة تيدور       | إندونيسيا | 1109                   | Twin of Ternate, oldest surviving لغات بابوا cities. |
| سيدني        | نيوساوث ويلز      | أستراليا  | 1788                   | اقدم مدينة في أستراليا وأقدم مدينة في أوقانوسيا      |
| هوبارت       | تسمانيا           | أستراليا  | 1803                   | ثاني اقدم مدينة في أستراليا                          |
| نيوكاسل      | نيوساوث ويلز      | أستراليا  | 1804                   | ثالث اقدم مدينة في أستراليا                          |
| لاونسستون    | تاسمانيا          | أستراليا  | 1806                   | رابع اقدم مدينة في أستراليا                          |
| Kerikeri     | مقاطعة نورثلاند   | نيوزيلندا | 1818                   | أقدم مستوطنة أوروبية في نيوزيلندا                    |
| ألباني       | أستراليا الغربية  | أستراليا  | 1827                   | أقدم مدينة في الساحل الغربي لأستراليا                |